# Lisbellaw
Lisbellaw (Lios Béal Átha in gaelico irlandese) è un villaggio dell'Irlanda del Nord, situato nella contea di Fermanagh.